# 産田神社
産田神社（うぶたじんじゃ）は三重県熊野市有馬町の神社である。

## 由緒と歴史
「産田」は産所の意であり、『日本書紀』（神代巻上）一書には、伊奘冉尊（いざなみのみこと）が火の神である軻遇突智（かぐつち）を産んだ時に焼かれて死に、紀伊国の熊野の有馬村に埋葬されたと記されており、産田の名称は、伊奘冉尊の出産した場所によるといわれる。また、付近に位置する花窟神社が、亡くなった伊奘冉尊の墓所であるとされる。
創立は、崇神天皇の時代とも伝えられるが、天正年間（1573-1592年）に近隣の安楽寺が兵火にかかった際、延焼により焼失したため不詳である。古くは1132年（長承元年）、崇徳天皇が産田神社へ行幸したことが『熊野年代記』に記される。神社の歴史を示すものとしては、1521年（永正18年霜月14日）の棟札が認められる。
1600年（慶長5年）に豊臣秀頼より二王門が寄進されている。また、1732年（享保17年）には紀州藩より灯籠が寄付され、社殿が修復された。
1871年（明治4年）に郷社とされる。1906年（明治39年）12月25日に神饌幣帛料供進社として指定され、翌1907年（明治40年）12月6日には村内の小社5社を合祀した。

## 祭神
伊弉諾尊、伊弉冉尊、軻遇突智尊、天照皇大神、大山祇命、木華開耶姫命、神武天皇。
1521年（永正18年）の棟札には「奉棟上産土神社二所大明神」とあり、『紀伊続風土記』よると、「二所大明神」は伊弉冉尊と軻遇突智尊の2神を指すことから、当初は伊弉冉尊と軻遇突智尊が祀られ、後に夫神である伊弉諾尊が併祀されるようになったといわれる。

## 境内
- 本殿 - 屋根に鰹木のある神明造。1929年（昭和4年）建立。
白石が敷詰められた本殿前には、用意されている草履に履き替えて入場する[4]。
- 参籠殿

## 例祭
- 1月10日（大祭・弓引き神事）
- 2月10日（春祭）
- 11月23日（秋祭）

奉飯（ほうはん）の儀
神事の最後、直会（なおらい）の際に、汁かけ米飯、骨付きさんま寿司、赤和え（アカイ〈生魚の唐辛子和え〉）、神酒からなる「奉飯」と呼ばれる膳が振舞われる。

## 神徳
- 安産・子授け
伊弉冉尊は多くの神々の母であることから、古くより安産や子授け、子育てを祈願し、信仰されている。安産祈願の際、目を閉じて拾った石が丸いと女子、細長いと男子が産まれるといわれる[5]。

## 文化財
- 産田神社祭祀遺跡
- 産田神社社叢
古代の祭祀の場である神籬（ひもろぎ）の跡が本殿の両側にあることから[4]、当社は「産田神社祭祀遺跡」として1964年（昭和39年）4月28日に熊野市指定文化財の史跡に指定されており、また、社叢は「産田神社社叢」として同日、同じく市指定文化財としての天然記念物に指定されている[6]。

## 交通
- JR東海紀勢本線・熊野市駅から三交バス金山行「産他神社前」下車[1][3]。
- 熊野市駅から車で7分（距離1.6km）、駐車場有[5]。
- 有井駅から徒歩10分。